# Dolmen du Lac
Der Dolmen du Lac (auch La Pierre Sanglante oder La Guillotine genannt) liegt zwischen einem Fußballplatz und einem Ferienhaus, in der Nähe eines Sees, bei Le Cheix, nördlich von Saint-Pierre-Colamine im Département Puy-de-Dôme in Frankreich. Dolmen ist in Frankreich der Oberbegriff für neolithische Megalithanlagen aller Art (siehe: Französische Nomenklatur).
Nicht zu verwechseln mit dem Dolmen du Lac d’Aurie in Limogne-en-Quercy, dem Dolmen du Lac Neuf oder dem Dolmen du Lac Rouge beide im Département Hérault.
Der neolithische Dolmen liegt in den Resten seines Hügels. Ein etwa 4,0 × 2,5 Meter messender Deckstein liegt auf mehreren zusammengebrochenen anderen Steinen, nicht hoch über dem Boden.
In der Nähe liegen die Grottes de Jonas, einer der größten „Höhlenwohnungen“-Komplexe Frankreichs.